# 西宏章
西 宏章（にし ひろあき、1969年11月7日 - ）は、和歌山県出身の工学者（博士（工学））。慶應義塾大学理工学部教授、横浜市立横浜サイエンスフロンティア高校科学技術顧問。一般社団法人美園タウンマネジメント協会会長、おもてなしICT協議会理事長、Urban Technology Alliance Director を務める。
これまで、国立情報学研究所客員教授のほか、主な委員としてエッジプラットフォームコンソーシアム理事、総務省ASP・SaaS 普及促進協議会社会資本情報サービス展開委員会 副主査、インプレス スマートグリッドニュースレター 副座長、日経BP スマートシティ・サービス研究会 アドバイザー、戦略的イノベーション創造プログラム（SIP2期）「フィジカル空間デジタルデータ処理基盤」サブ・プログラムディレクターなどを歴任。また、技術標準化活動としてIEEE P1451.1.6およびIEEE P2992のワーキンググープチェアを務めるほか、IEEE P1451.0、IEEE P1451.99、IEEE P2413、IEEE P2805.X、IEEE802.3、IEEE2010、IEEE 2668の標準化に関わり、IEEE標準化委員会スマートグリッドビジョンプロジェクトの委員、ITU-T Focus Group of Smart Sustainable Citiesの委員を歴任。電子情報通信学会フェロー。
主な著書にSBクリエイティブ株式会社この一冊で全部わかるChatGPT&Copilotの教科書(監修)、株式会社インプレス 次世代自動車を中核にしたスマートコミュニティ最新動向2012〜地方自治体が主導するEV/ITS/エネルギー網の新展開〜（監修・執筆）、スマートグリッドの国際標準と最新動向2012、台頭する新世代のスマートグリッドと新国際標準2014がある。
新世代インターネットアーキテクチャ、スマートグリッド・スマートコミュニティ・スマートシティ・スマートアグリカルチャ、通信セキュリティ等の研究に従事。

## 略歴
- 智辯学園和歌山中学校・高等学校卒業。
- 1994年 慶應義塾大学理工学部電気工学科卒業。
- 1996年 慶應義塾大学修士課程理工学研究科計算機科学専攻修了。
- 1999年 慶應義塾大学博士課程理工学研究科計算機科学専攻単位取得退学、同年博士（工学）・計算機科学取得。

- 1999年 技術研究組合新情報処理開発機構 研究員
- 2002年 株式会社日立製作所中央研究所 研究員
- 2003年 慶應義塾大学理工学部システムデザイン工学科 助手
- 2006年 同 専任講師
- 2007年 同 准教授
- 2014年 同 教授